# The Islander
"The Islander" é décimo nono single da banda finlandesa de metal sinfônico Nightwish, que foi lançado como parte do álbum Dark Passion Play em 21 de maio de 2008 pela Nuclear Blast.
Foi confirmada como single uma semana após o lançamento do anterior, "Bye Bye Beautiful". No dia de seu lançamento, "The Islander" atingiu o topo das paradas finlandesas e liderou todas as vendas musicais do país. A exemplo da música "Creek Mary's Blood", do álbum Once, a canção utilizou muitos elementos folclóricos em sua sonoridade, tendo basicamente violão, mas com teclado e bateria ocasionalmente. Foi a primeira composição do Nightwish cantada inteiramente por Marco Hietala, uma vez que Anette Olzon atua unicamente como backing vocal nesta canção.
No sentido lírico, "The Islander" fala sobre um homem que é deixado sozinho em um ilha por anos, e não aguentando a solidão, acaba comentendo suicídio.

## Vídeo musical
O videoclipe da canção foi gravado em Rovaniemi, Finlândia em outubro de 2007. O líder e compositor Tuomas Holopainen disse que não planejava um clipe para a música, mas não pôde recusar quando lhe foi oferecido um lugar tão bonito; ele também comentou que aceitou por achar que a canção e o local combinam, descrevendo a praia como uma mistura da "selvageria da Lapônia com o surrealismo de Salvador Dalí". O músico Troy Donockley, que faz uma participação especial na canção, também apareceu no vídeo, mas representando um personagem, e não como instrumentista.
O vídeo foi dirigido por Stobe Harju e produzido por Ilkka Immonen do Estúdio Oy, possuindo um tema steampunk, ou seja, se passa em um universo que vive uma época passada da Terra, e mostra vários espíritos e dirigíveis criados por computação gráfica. A história do vídeo é sobre um velho marinheiro que se sente sozinho por viver isolado numa ilha deserta, e por isso se suicida ao jogar-se num abismo. A banda também aparece junta em uma espécia de acampamento na praia.

## Performances ao vivo

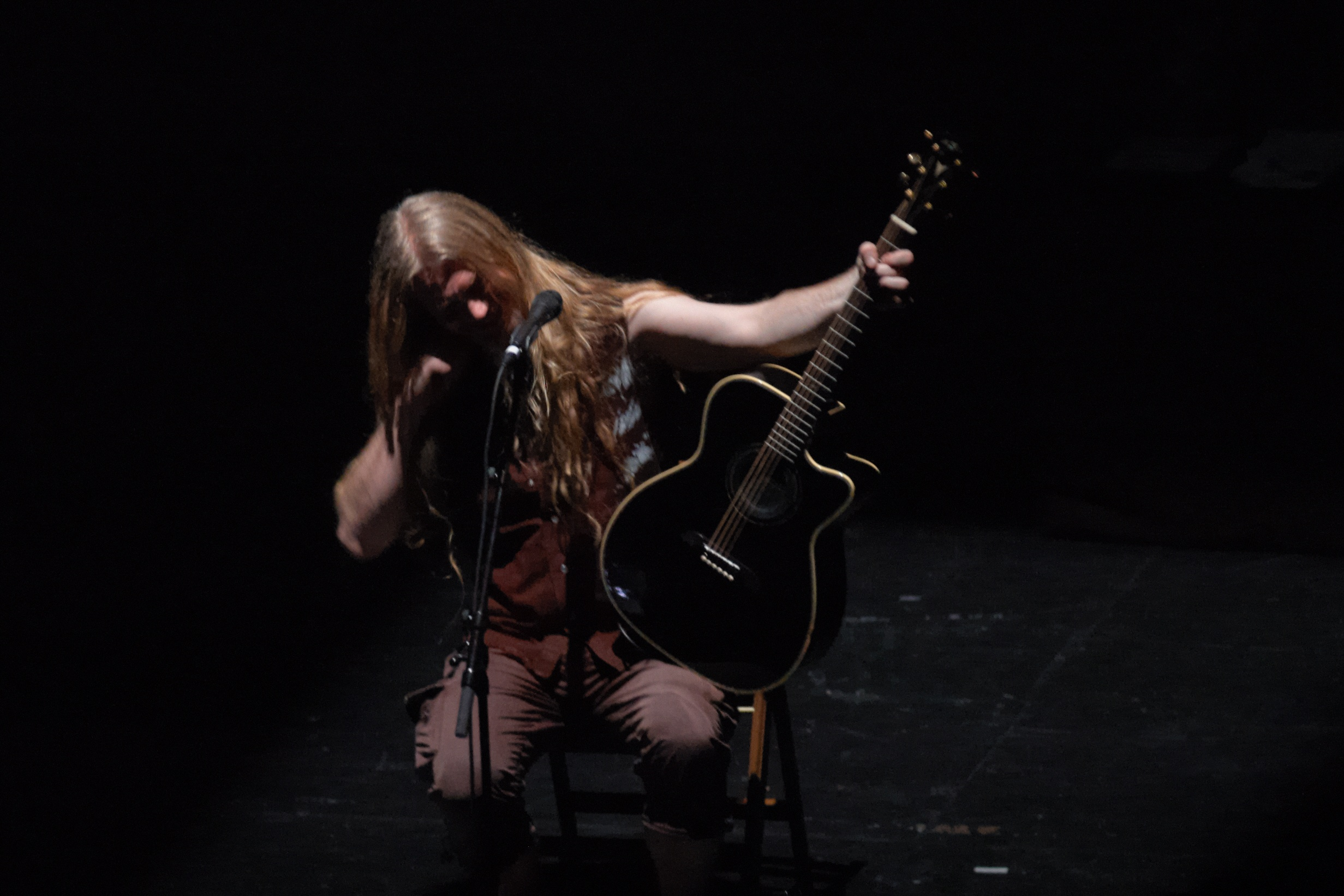
Marco encerrando "The Islander" durante uma apresentação na Austrália em 2008.

Para as performances ao vivo de "The Islander" são utilizadas pirotecnia e tochas. Geralmente Marco Hietala e Emppu Vuorinen iniciam a performance com sons de baixo e guitarra, e em seguida Jukka Nevalainen e Tuomas Holopainen começam na bateria e teclado, respectivamente. A vocalista feminina só aparece na metade da música para dar início ao dueto, e prossegue até o fim.
Eventualmente, ao fim, Holopainen apresenta uma partitura musical composta por Michael Nyman para o filme O Piano, uma produção neozelandesa. Quando perguntado sobre qual é a canção mais divertida para se tocar ao vivo, Marco respondeu: "A mais divertida é provavelmente She Is My Sin, pegada e groove. A mais empolgante é "The Islander", porque é a primeira vez que mudamos todo o clima dos shows ao vivo".

## Faixas
| N.º            | Título                                  | Compositor(es)                   | Duração |  |
| 1.             | "The Islander"                          | Tuomas Holopainen, Marco Hietala | 4:58    |  |
| 2.             | "Escapist"                              | Holopainen                       | 4:59    |  |
| 3.             | "Meadows of Heaven" (versão orquestral) | Holopainen                       | 7:10    |  |
| Duração total: | Duração total:                          | Duração total:                   | 17:07   |  |

## Desempenho nas paradas
| País      | Parada (2008)           | Melhor posição |
| --------- | ----------------------- | -------------- |
| Espanha   | Promusicae              | 5              |
| Finlândia | Suomen virallinen lista | 1              |
| França    | SNEP                    | 91             |

## Créditos
A seguir estão listados os músicos e técnicos envolvidos na produção do single "The Islander":

### A banda
- Tuomas Holopainen – teclado
- Emppu Vuorinen – guitarra
- Jukka Nevalainen – bateria, percussão
- Marco Hietala – baixo, vocais
- Anette Olzon – vocais